# 898
سنة 898 م كانت سنة بسيطة تبدأ يوم الأحد (الرابط يظهر نموذج التقويم الكامل للسنة) من التقويم اليولياني. بدأت تسمية السنة ب898 منذ العصور الوسطى المبكرة، عندما أصبح تقويم أنو دوميني هو الأسلوب السائد في أوروبا لتسمية السنوات.

## مواليد
- أحمد بن الجزار
- ركن الدولة البويهي

## وفيات
- أود (ملك فرنسا)
- المبرد
- لامبيرت الثاني
- محمد بن لب بن موسى